# Срђан Новаковић
Срђан Новаковић (Београд, 3. новембар 1962 — Београд, 29. новембар 2021) био је српски антрополог, истраживач, писац, издавач и политиколог. Био је члан Српског научног центра.

## Биографија
Новаковић је дипломирао филозофију на Универзитету у Београду. Постдипломске студије наставио је у Италији у области антропологије, језикословља и историје религије. У Италији је провео 23 годинe проучавајући старовенетске дијалекте и обичаје у Венету, Фурланији и Истри. Био је ученик италских слависта, црквених историчара и језикословаца. Објављивао је и преводио на италијанском и српском говорном подручју.
У Србији је објављивао истраживачке радове о Мегленским Власима, Морлацима и Истрорумунима. Био је стални колумниста ревије “Евразија” из Парме (Италија) по питању односа између Ватикана и Словена. До сада је превођен на руски, бугарски, италијански и румунски језик. Предавао је културну антропологију на италијанском научном Институту Тезео.
Срђан Новаковић је изненада преминуо 29. новембра 2021. године у 59. години живота. Сахрањен је на Топчидерском гробљу у Београду.

## Дела
- „Кратка хронологија отпадништва-историја екуменизма” (Ауторско издање, 2018)
- „Црквено-народна историја Срба, Руса и Влаха, књига прва, повест од искона па до убиства кнеза Михаила” (Историјски архив Крушевац, 2019)
- “Грци и Фанар – Грчке владике у Србији и Турској” (Ауторско издање, 2020)
- “Грчко паганство: антихришћанство као светска религија” (Ауторско издање, 2020)
- “Грци, Срби и слом Русије: Никонове грчке реформе у Русији XVII века” (Ауторско издање, 2020)